# St. Henricus (Ihren)

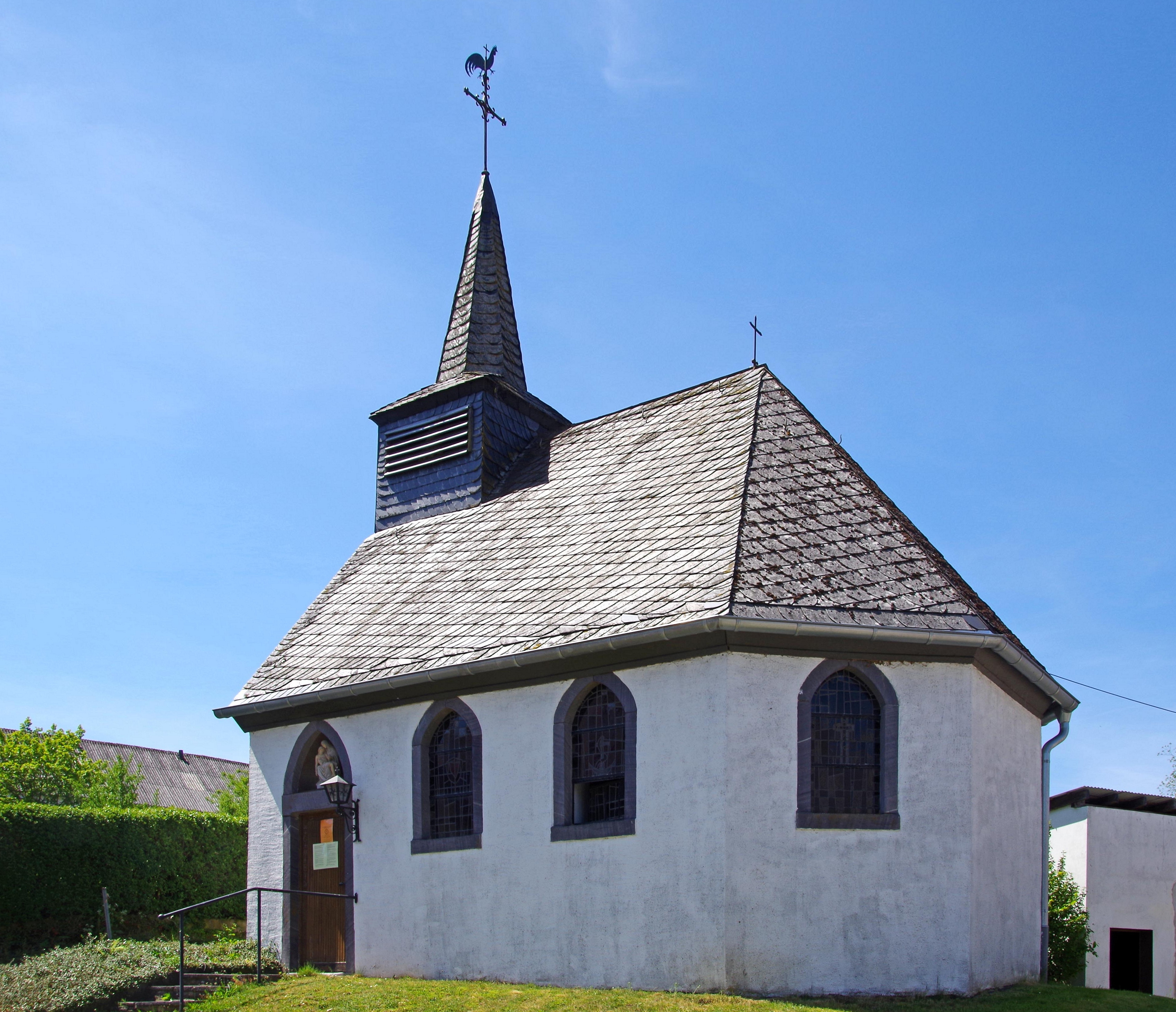
St. Henricus in Ihren

Die Kirche St. Henricus (auch: St. Heinrich) ist die römisch-katholische Filialkirche in Ihren, Ortsteil von Winterspelt, im Eifelkreis Bitburg-Prüm in Rheinland-Pfalz. Die Kirche gehört zur Pfarrei Winterspelt in der Pfarreiengemeinschaft Bleialf im Dekanat St. Willibrord Westeifel im Bistum Trier.

## Geschichte
Die Ihrener Kapelle wurde 1886 in Erfüllung eines Privatgelübdes gebaut und 1896 benediziert. Sie ist zu Ehren des heiligen Kaisers Heinrich II. geweiht. Die Kapelle ist ein kleiner Saalbau mit Dachreiter und zwei Glocken.

## Ausstattung
Die Kapelle ist mit einem hölzernen Tabernakelaltar (mit Rokoko-Ornamentik) aus dem 18. Jahrhundert ausgestattet, der von Binscheid stammt. Oben auf dem Altaraufbau befindet sich eine kleine Pietà. Seit 1959 stellen drei Glasmalfenster die Symbole Glaube, Hoffnung und Liebe dar.

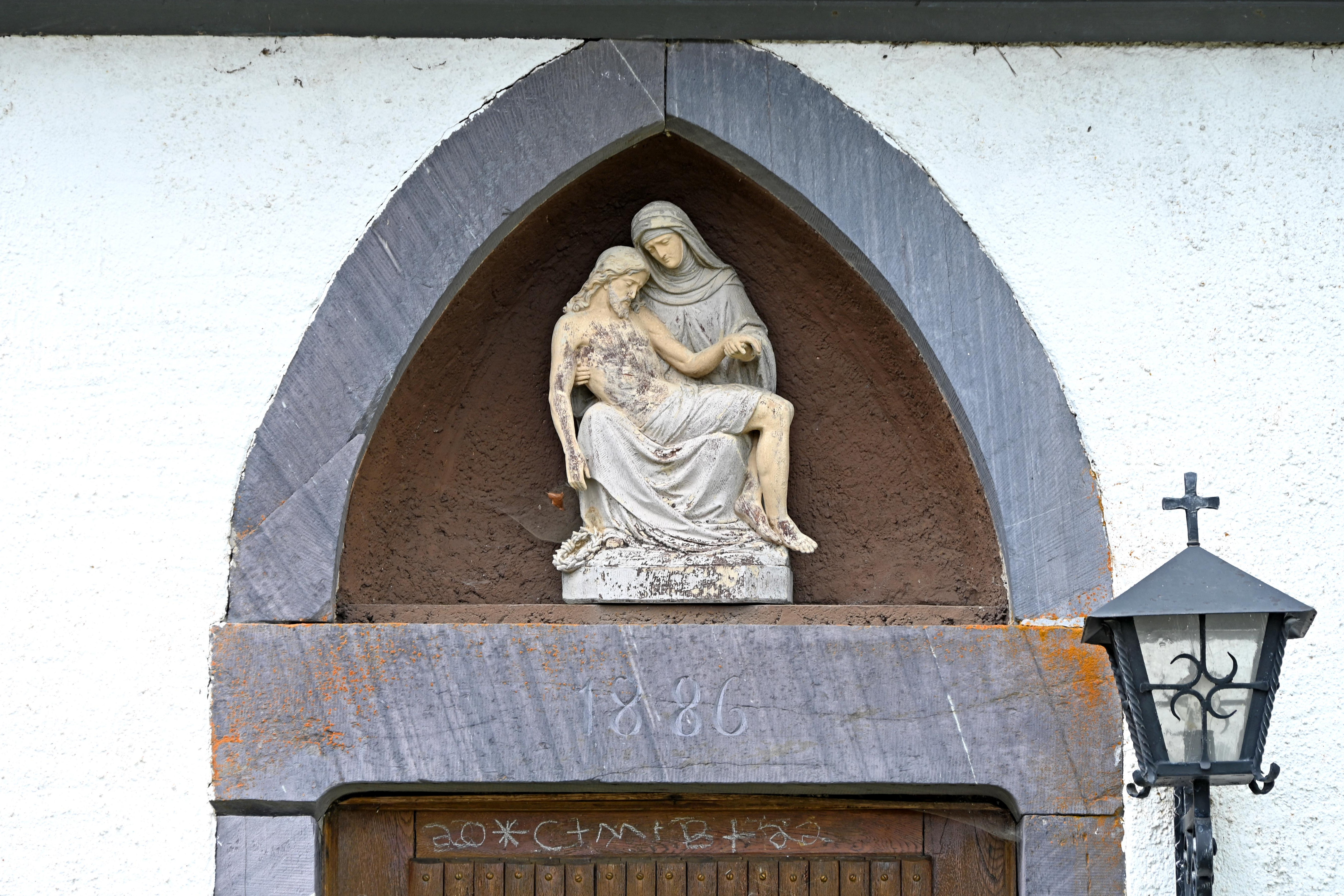
Türsturz von 1886
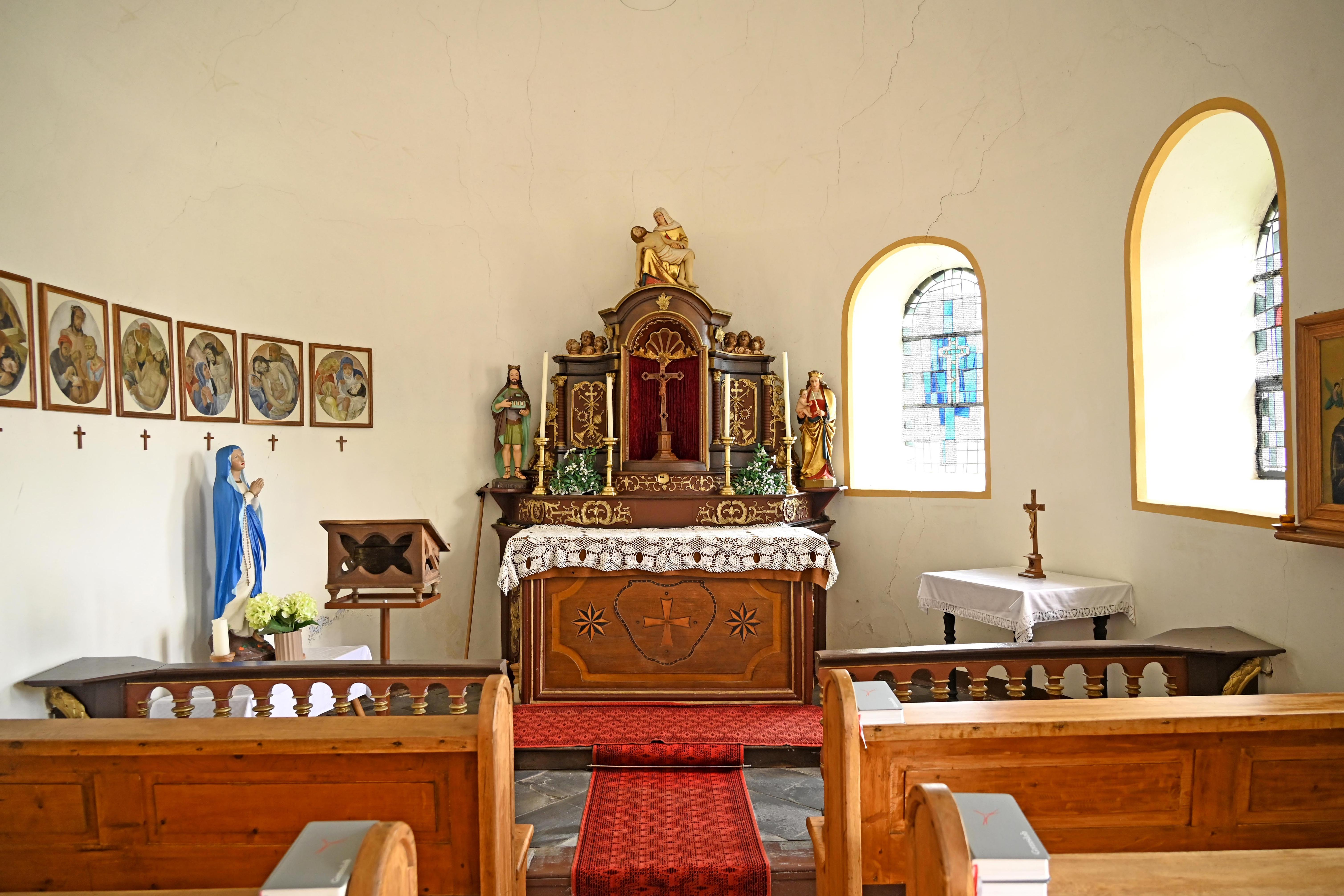
Innenraum
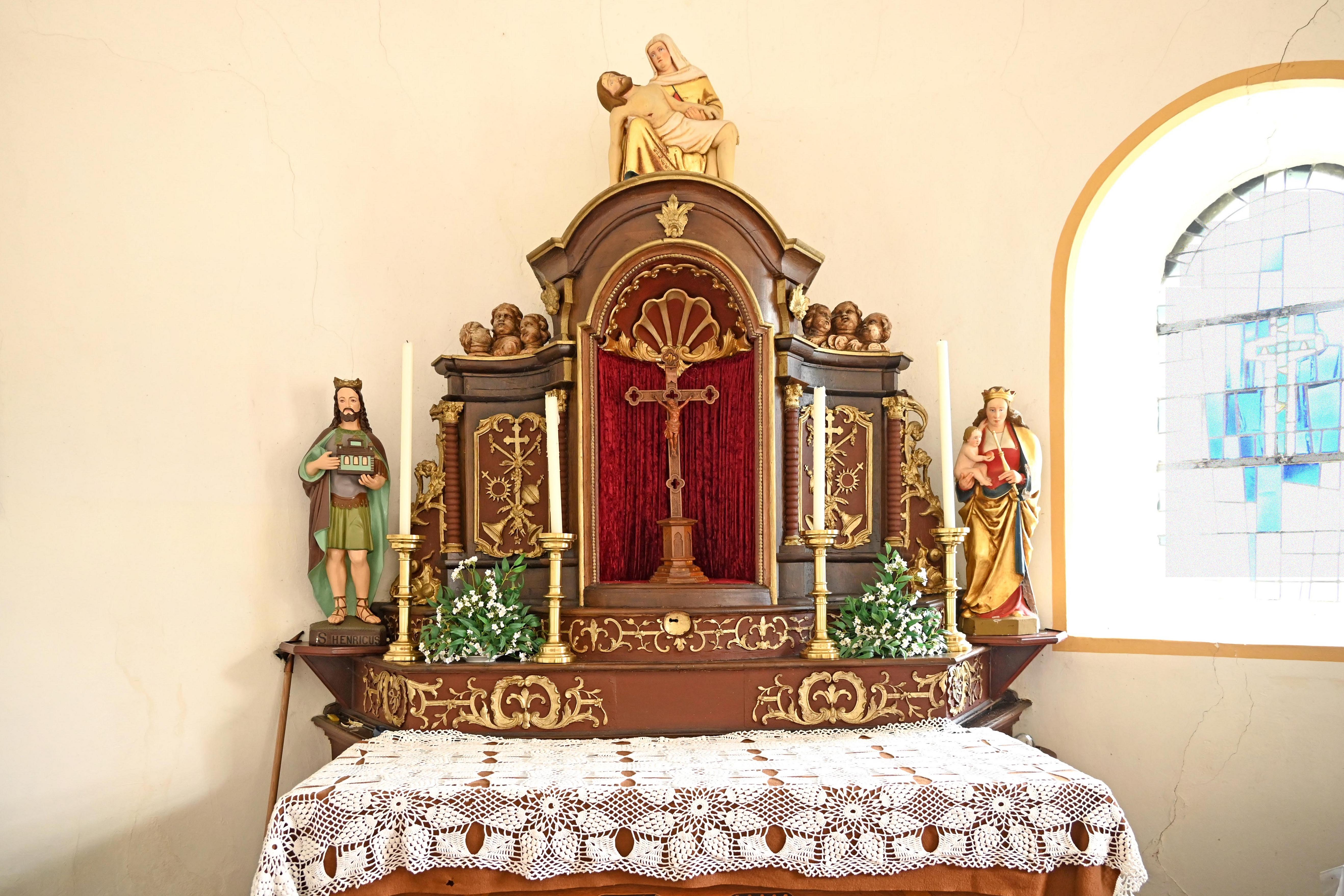
Tabernakelaltar
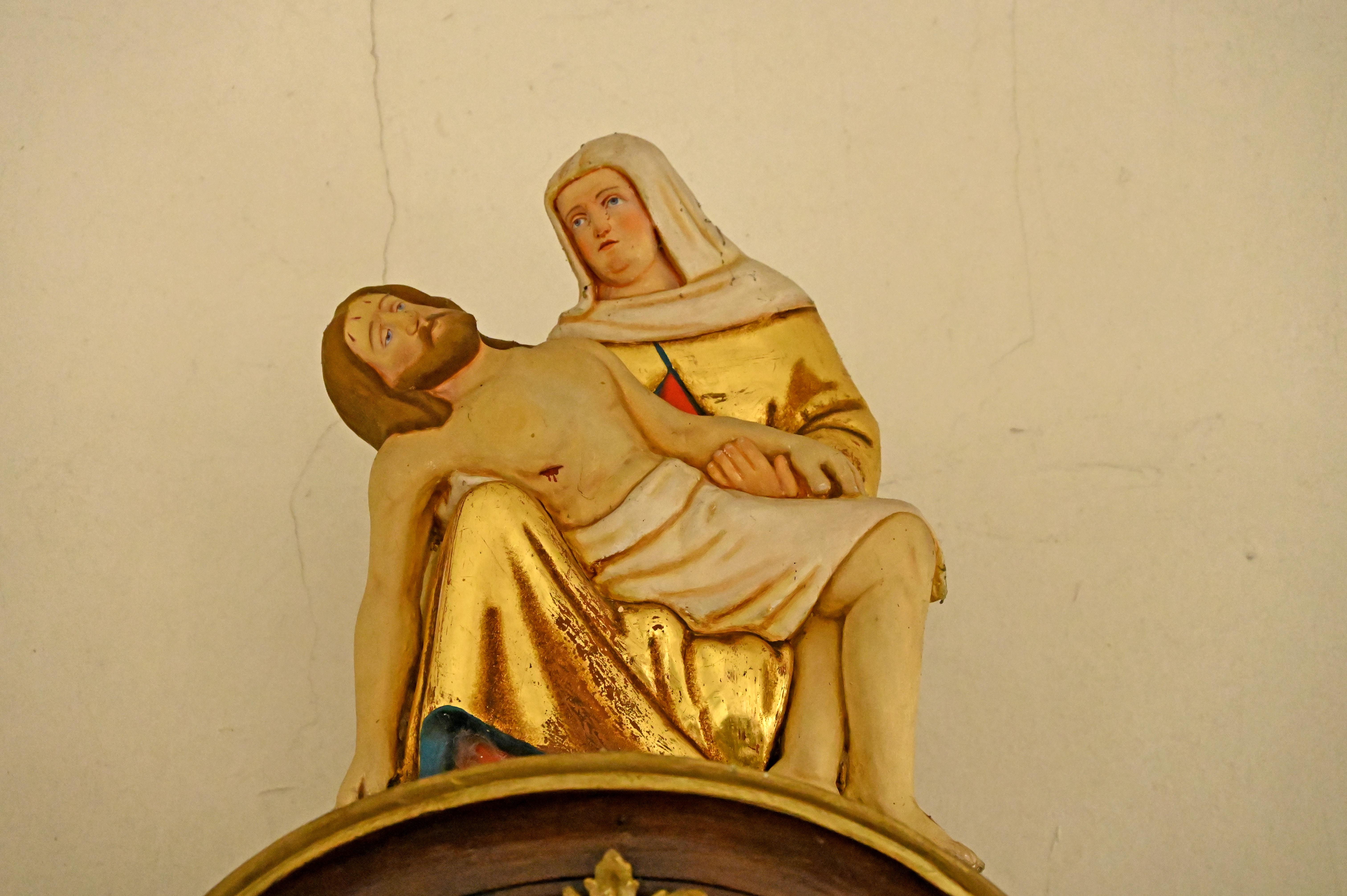
Altar-Pietà
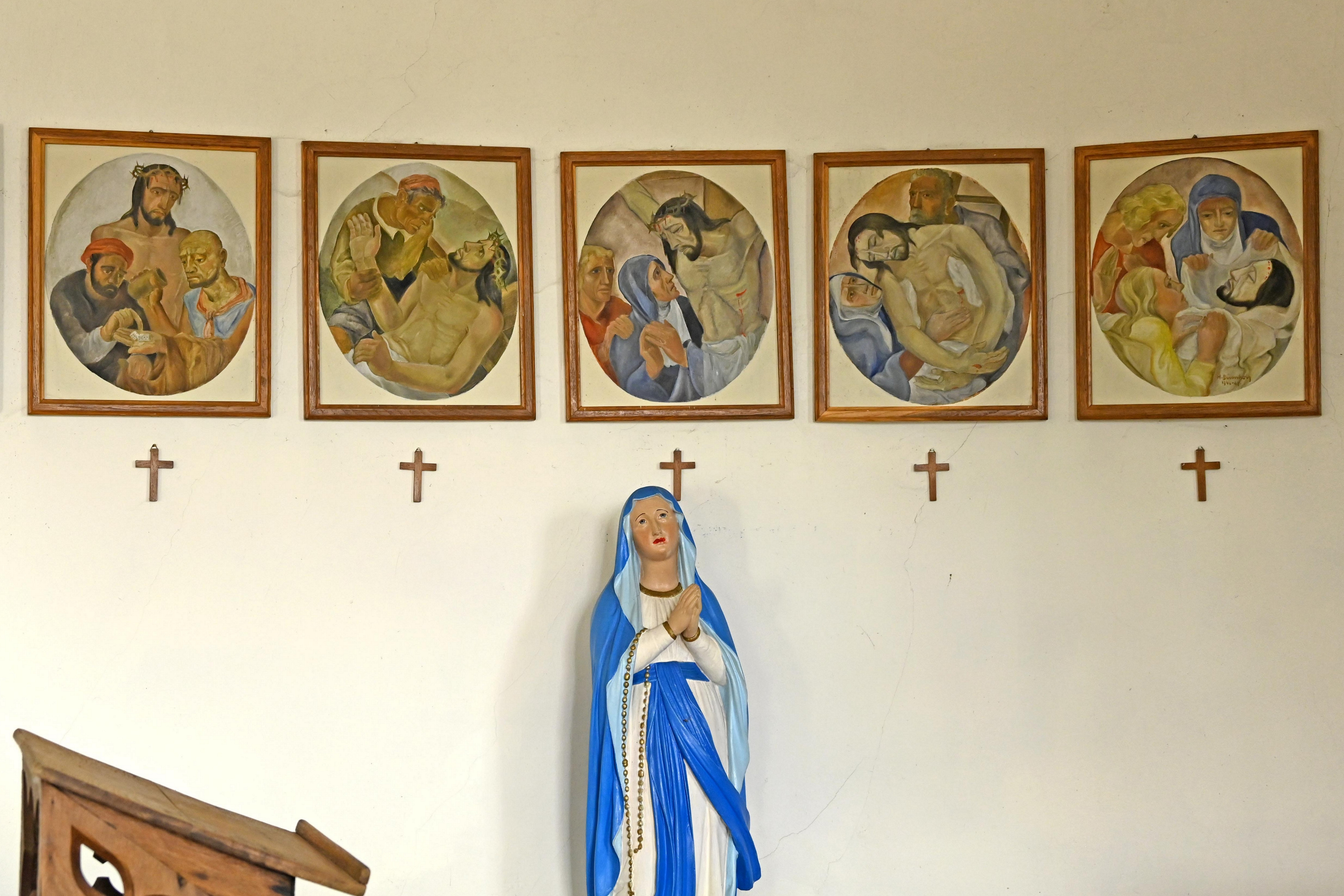
Kreuzwegstationen